# Agrostis nutkaensis
Agrostis nutkaensis é uma espécie de gramínea do gênero Agrostis, pertencente à família Poaceae.